# Auguste Marin (poète belge)
Pour les articles homonymes, voir Marin.
Ne doit pas être confondu avec Auguste Marin.
Auguste Marin, né le 10 août 1911 à Châtelet et mort le 24 mai 1940  à Ooigem, est un poète, essayiste et avocat belge.

## Biographie
Auguste Marin est né en 1911 à Châtelet dans une famille bourgeoise catholique, dont le père, Georges-Omer Marin, tient les carrières du Hainaut. Il passe son enfance entre Châtelet et Soignies, avant d'entrer à l'internat du Collège Saint-Michel à Bruxelles en 1922.
En 1933, il commence des études de droit à l'Université de Louvain, et est reçu docteur en droit en 1935.
À la fin de ses études, il se lance dans une carrière littéraire, bien qu'il ait déjà publié deux recueils auparavant : Statues de neige en 1931, et Le Front aux vitres en 1934, pour lequel il reçoit, le 9 juillet 1935, le Prix Verhaeren. Marin devient avocat en 1937, mais cette carrière ne lui convient pas et est rapidement engagé comme stagiaire par Paul Struye.
Lors de la Seconde Guerre mondiale, il est mobilisé en tant qu'adjudant du 1er régiment de ligne, et est tué par un éclat d'obus le 24 mai 1940, lors de la bataille de la Lys.